# Seeadler (Schiff, 1964)
Die Seeadler ist ein Passagierschiff mit Heimathafen Hallig Hooge, welches von der Halligreederei Heinrich von Holdt mit Sitz in Ockholm für Ausflugsfahrten im nordfriesischen Wattenmeer eingesetzt wird.

## Einsatz
Der Reeder Heinrich von Holdt setzt die Seeadler für Ausflugsfahrten im nordfriesischen Wattenmeer ein. Regelmäßiger Ausgangspunkt der Fahrten ist der Hafen Schlüttsiel. Angelaufen werden unter anderem die Halligen Hooge, Langeneß und Gröde sowie die Inseln Föhr und Amrum. Zudem werden Fahrten zu den Seehundbänken angeboten. Zudem wird die Seeadler als Vertretung auf der fahrplanmäßigen Halliglinie (Schlüttsiel – Hooge – Langeneß) der Wyker Dampfschiffs-Reederei eingesetzt, wenn die reguläre Fähre Hilligenlei ausfällt.

## Geschichte
Das Schiff wurde 1964 mit der Baunummer 1227 auf der Husumer Schiffswerft gebaut und als Nordfriesland an die Neue Pellwormer Dampfschiffahrtsgesellschaft abgeliefert. 1988 wurde es an den heutigen Eigner Heinrich von Holdt verkauft, umgebaut und als Seeadler I in Fahrt genommen. 1992 wurde das Schiff auf der Husumer Werft um 5,5 m verlängert und die Kapazität auf 200 Passagiere erhöht. 2004 war es kurzzeitig als Fembria zwischen Heiligenhafen und Burgstaaken im Einsatz, seither fährt es wieder für Heinrich von Holdt in der Wattenmeerfahrt.

## Technische Daten
Das Schiff ist 26,81 Meter lang, 6,20 Meter breit und weist einen maximalen Tiefgang von 0,86 Meter auf. Der 312 PS starke Mercedes-Dieselmotor ermöglicht dem Schiff eine Höchstgeschwindigkeit von 10 Knoten.